# シャイフル・エサー
モハマド・シャイフル・ビン・エサー・ナイン（Mohamad Shaiful bin Esah Nain、1986年5月12日 - ）は、シンガポールの元サッカー選手。元シンガポール代表。現役時代のポジションはLB。

## 概要
精度のある左足が持ち味で、長距離からのゴールやフリーキック等でもその成果を発揮した。クラブや代表でのフリーキックやコーナーキックのキッカーも務めた。

## 経歴
2004年にヤング・ライオンズでプロデビュー。その後、SAFFCに6年在籍しAFCチャンピオンズリーグにも出場した。2012年にはシンガポール・ライオンズXIIに加入した。
その後はタンピネス・ローバースFCに移籍。シンガポール・セレクションXIに選ばれる活躍も見せた。

## 代表歴
2007年の東南アジア競技大会にU-23代表の一員として参加、チームで銅メダルを獲得した。
A代表デビューは2008 AFFスズキカップの12月21日の準決勝第二戦、ベトナム代表戦であった。
2012 AFFスズキカップにも出場し、決定力に苦しむ代表の中でコーナーキックでゴールを決めた。

## 人物
彼には国内で教師をしている妻が居り、2009年に結婚している。現在、一人の子供がいる。

## 個人成績
| No | 日附           | 場所                               | 対戦相手   | 得点 | 結果 | 大会                 |
| -- | -------------- | ---------------------------------- | ---------- | ---- | ---- | -------------------- |
| 1  | 2013年6月4日   | ヤンゴン・トゥウンナ・スタジアム   | ミャンマー | 0-2  | 0-2  | 親善試合             |
| 2  | 2014年11月27日 | シンガポール・ナショナルスタジアム | ミャンマー | 1-0  | 4-2  | 2014 AFFスズキカップ |

## タイトル

### クラブ
シンガポール・アームド・フォーシズFC
- Sリーグ: 2006, 2007, 2008, 2009
- シンガポール・カップ: 2007, 2008

タンピネス・ローバースFC
- Sリーグ: 2013

### 代表
シンガポールU-23
- 東南アジア競技大会

銅メダル:2007, 2009
シンガポール
- 東南アジアサッカー選手権: 2012